# Adisorn Promrak
Adisorn Promrak, né le 21 octobre 1993 à Sadao, est un footballeur international thaïlandais, qui évolue au poste de défenseur central.

## Biographie

### Carrière internationale
Il joue son premier match en équipe de Thaïlande le 25 mai 2014, en amical contre le Koweït (score : 1-1).
Il participe au championnat d'Asie du Sud-Est en 2014 puis en 2016. Lors de l'édition 2014, il ne joue que deux matchs. La Thaïlande s'impose en finale face à la Malaisie. Lors de l'édition 2016, il est cette fois-ci titulaire et joue sept matchs. La Thaïlande s'impose une nouvelle fois en finale, face à l'Indonésie.
Promrak dispute également six rencontres rentrant dans le cadre des éliminatoires du mondial 2018.
En janvier 2019, il est retenu par le sélectionneur Milovan Rajevac afin de participer à la Coupe d'Asie des nations organisée aux Émirats arabes unis. Lors de cette compétition, il joue deux matchs, tout d'abord contre Bahreïn (victoire 0-1), puis face aux Émirats arabes unis (1-1). La Thaïlande s'incline en huitièmes de finale contre la Chine.

## Palmarès
- Vainqueur du championnat d'Asie du Sud-Est en 2014 et en 2016 avec l'équipe de Thaïlande
- Champion de Thaïlande en 2016 avec le Muangthong United
- Vice-champion de Thaïlande en 2017 avec le Muangthong United
- Finaliste de la Coupe de Thaïlande en 2012 avec l'Army United
- Vainqueur de la Coupe de la Ligue thaïlandaise en 2014 avec le BEC Tero Sasana